# 7763 Crabeels
7763 Crabeels este un asteroid din centura principală de asteroizi.

## Descriere
7763 Crabeels este un asteroid din centura principală de asteroizi. A fost descoperit pe 16 octombrie 1990 la Observatorul La Silla de Eric Walter Elst. Asteroidul prezintă o orbită caracterizată de o semiaxă mare de 2,74 ua, o excentricitate de 0,07 și o înclinație de 4,8° în raport cu ecliptica.